# Biserica Reformată Lunca Mureșului
Biserica Reformată (în română: Biserica Reformată Lunca Mureșului) se află în centrul satului Lunca Mureșului. Este cea de-a treia biserică a parohiei reformate din Lunca Mureșului. Este o biserică cu o singura navă, zidărie din piatră naturală si caramidă, de construcție mixtă. Turnul a fost adăugat mai târziu în direcția nordică.  În prelungirea intrării se află un portic, care este folosit astăzi în timpul ceremoniei de înmormântare pentru așezarea sicriului.

## Istorie

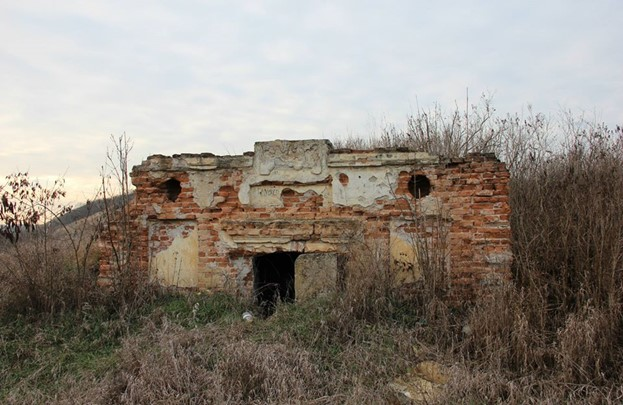
Ruinul bisericii

### Prima biserică
În Evul Mediu, satul locuit de maghiari era romano-catolic, dar odată cu reformație, populația s-a convertit la credința reformată, iar și biserica a devenit reformată. Potrivit documentelor din secolul al XIV-lea, satul s-a aflat într-o altă zonă, în Valea Rea, unde s-a aflat și biserica, dar din cauza inundațiilor repetate ale râului și a inundării zonei, localnicii au decis să mute satul pe locul actual. În lucrarea sa „Descrierea Ținutului Secuiesc”, Balázs Orbán descrie cu exactitate zona satului, menționând ruinele bisericii și cimitirul din jurul acesteia, care se numea Cimitirul Vechi. Astăzi sunt vizibile doar rămășițele.
Balázs Orbán vorbește despre faptul că o comunitate reformată a existat deja în Lunca Mureșului în 1549, dar înregistrările din registrele bisericii provin doar din 1676.

### A treia biserică
Actuala biserică din Lunca Mureșului, a treia biserică a comunității reformate din Lunca Mureșului, a fost construită din donații publice, folosind piatră naturală și cărămidă. Construcția bisericii a fost finalizată în 1676, bineînțeles, că atunci era diferită de ceea ce vedem astăzi. Finalizarea construcției este dovedită de arcul de cerc presat, iar pe pleoapa acestuia este gravată următoarea inscripție: „1676 Janua Dei” - Poarta lui Dumnezeu.
Biserica a fost transformată de mai multe ori de-a lungul anilor, deoarece războaiele și revoluțiile și-au lăsat amprenta și aici, în special războaiele dintre Curuți și Lobonți, revoluția și războiul de independență din 1848-49, precum și cele două războaie mondiale .

## Descrierea
Biserica vizibilă astăzi are 23 de metri lungime, 7 metri lățime, 5,50 metri înălțime, iar înălțimea turnului este tot de 23 de metri. Pereții sunt albi la interior și la exterior, iar tavanul este simplu (nu este casetat).

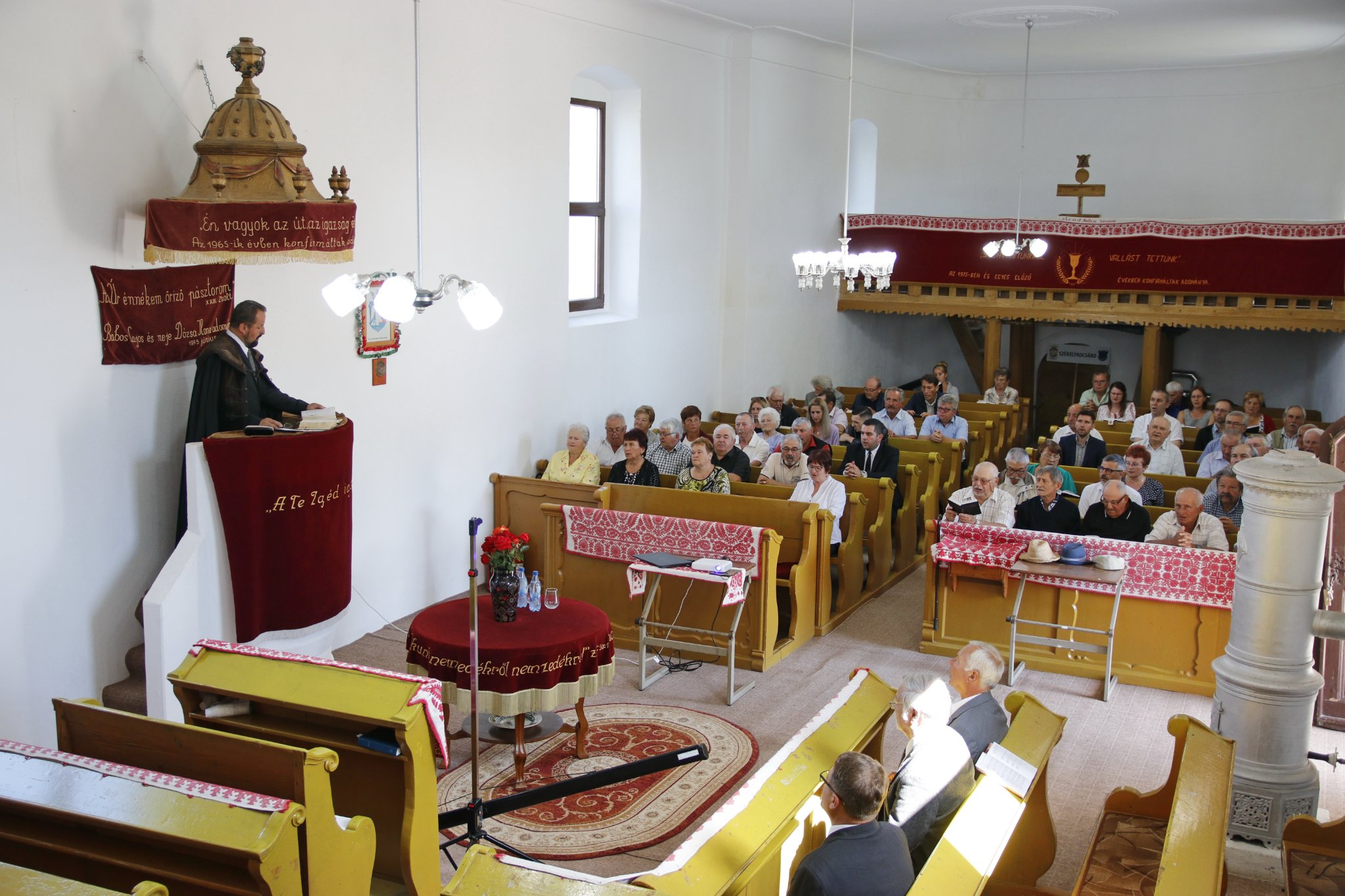
Interiorul bisericii din Székelykocsárd, în timpul slujbei.

Turnul a fost construit în 1730, care la acea vreme era separat de navă, iar în 1823 turnul a fost renovat. A primit forma actuală în 1855, când nava a fost extinsă spre nord. A fost unită cu turnul bisericii la acea vreme. Tot în anul 1855 a fost construit porticul și biserica a primit acoperișul din tablă de eternit care poate fi văzut și astăzi.
Mobilierul bisericii, adică băncile, au fost făcute din lemn în timpul pastorului Ferenc Sükösd, care a slujit în această biserică între 1858 și 1887. Cele două cadre laterale ale bisericii și coroana amvonului au fost finalizate între anii 1860 și 1870 . Orga a fost realizată în anul 1902 de către maestrul constructor de orgi Gyula Csintalan, din Cluj.
În 1885-86, biserica a fost renovată în interior și în exterior. Rezultatul a lăudat munca lui Lajos Lengyel și Ferenc Balázs, meșteri din Târgu Mureș.
În 1895 a urmat o altă renovare, de data aceasta condusă de Mihály Udvari din Ocna Mureș.
În 1902, Sándor Keresztesi a restaurat interiorul bisericii, galeriile, tribunele și băncile.
În 1940, Andor Cseh a comandat o sobă din fontă pentru biserică .
În 1967 s-au făcut din nou reparații la biserică, iar apoi au avut loc încă cinci renovări până în 1991 .

## Poze

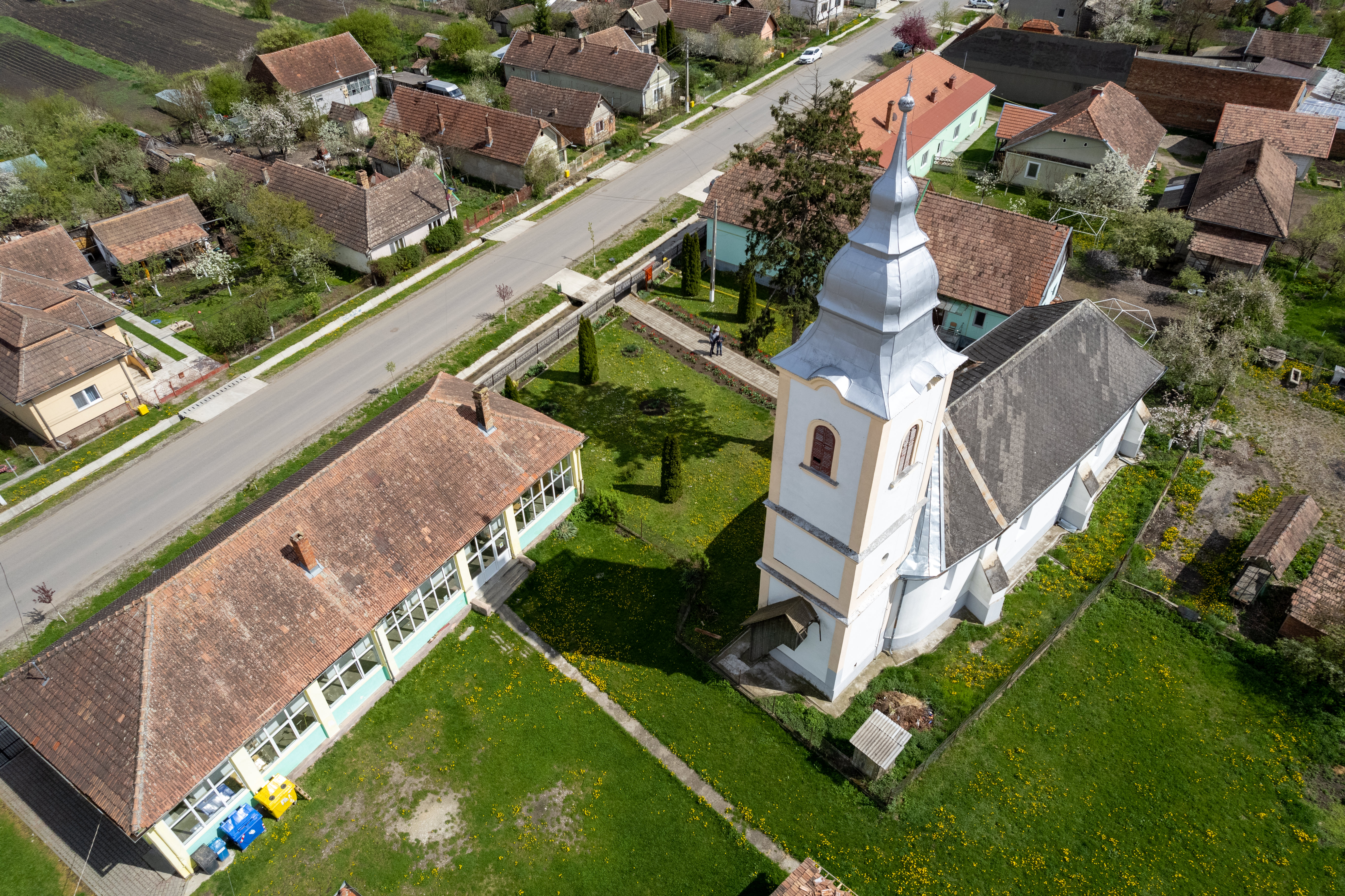
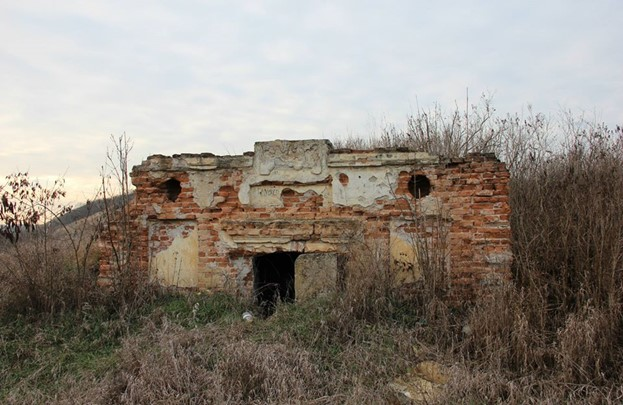
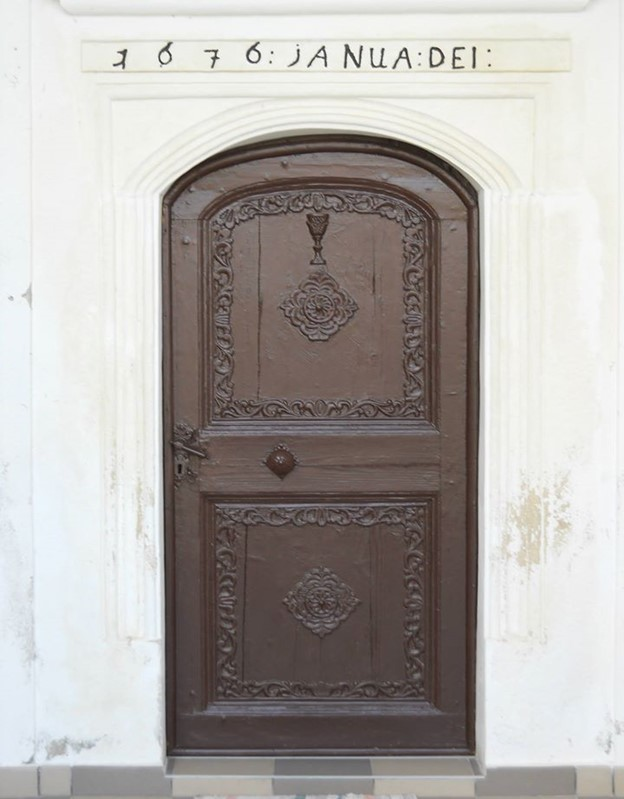
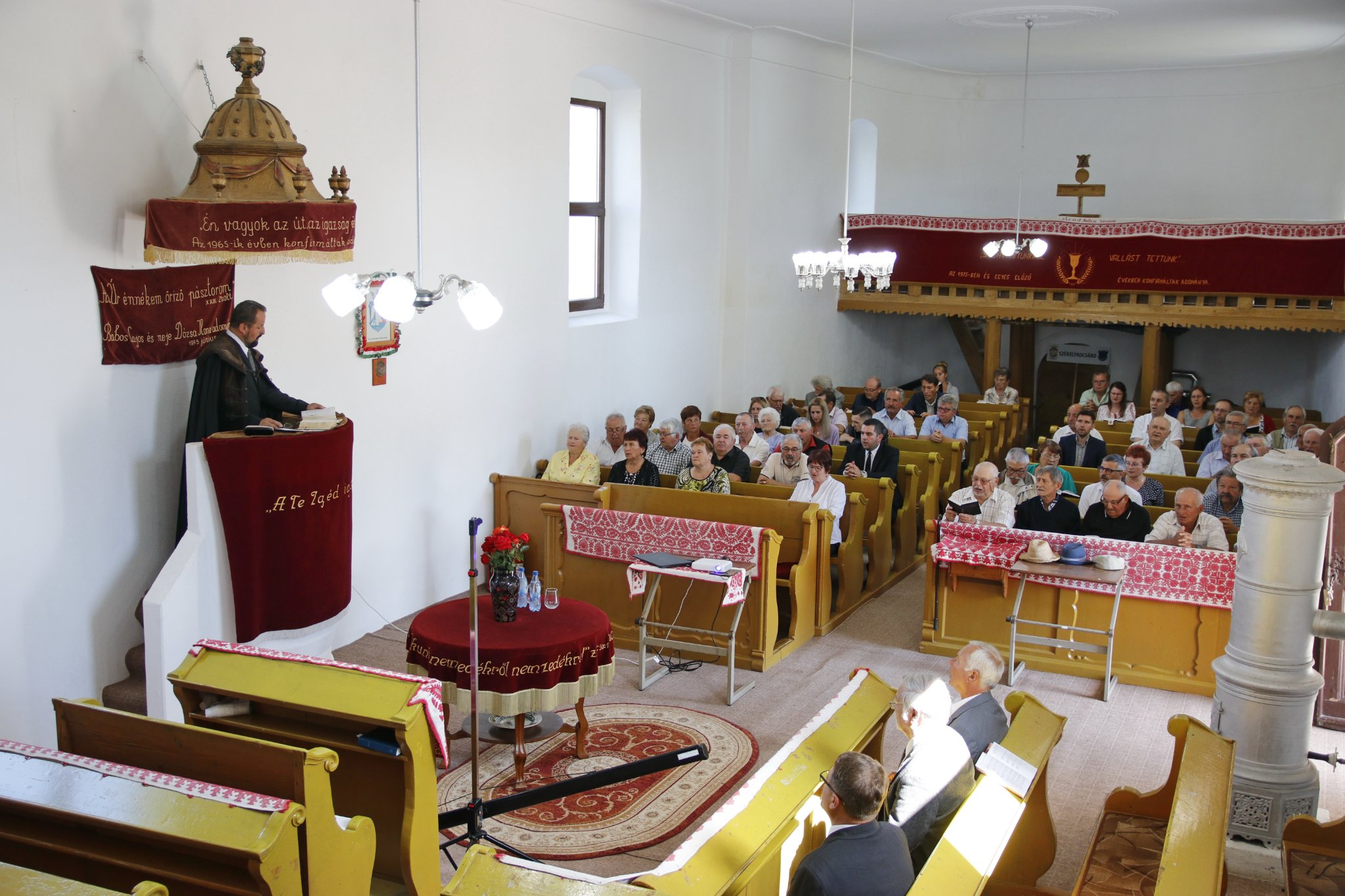
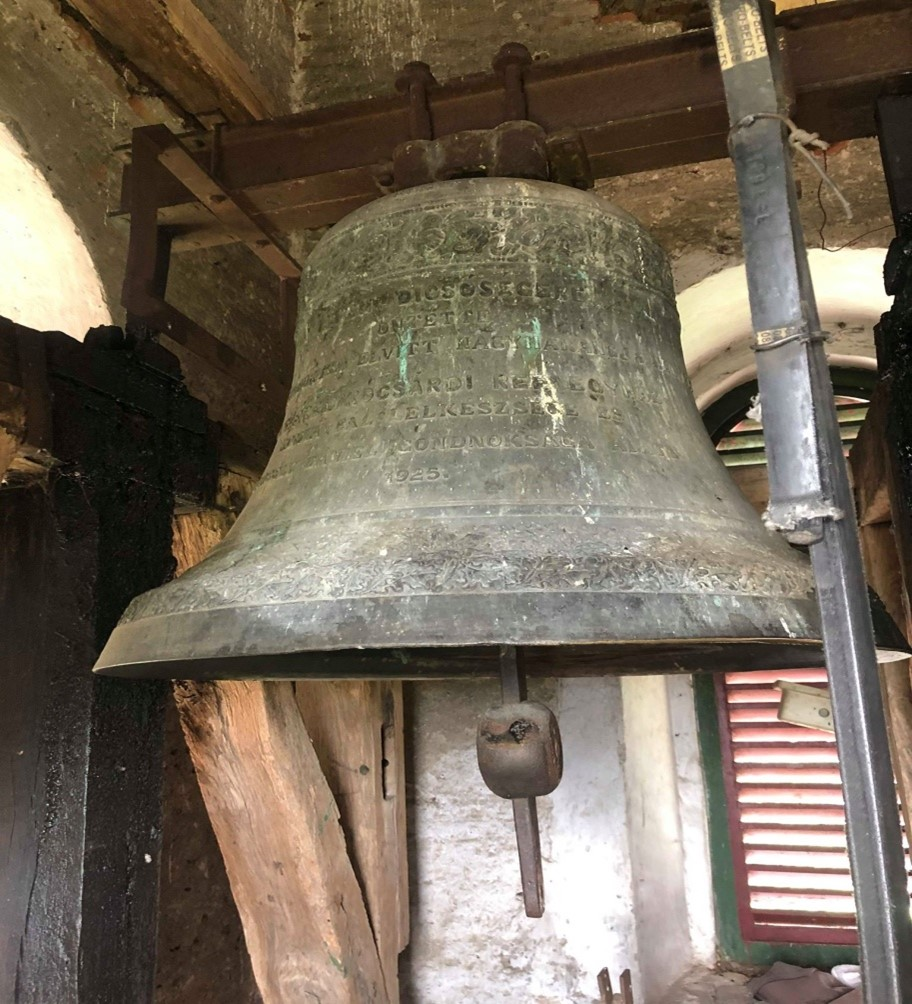
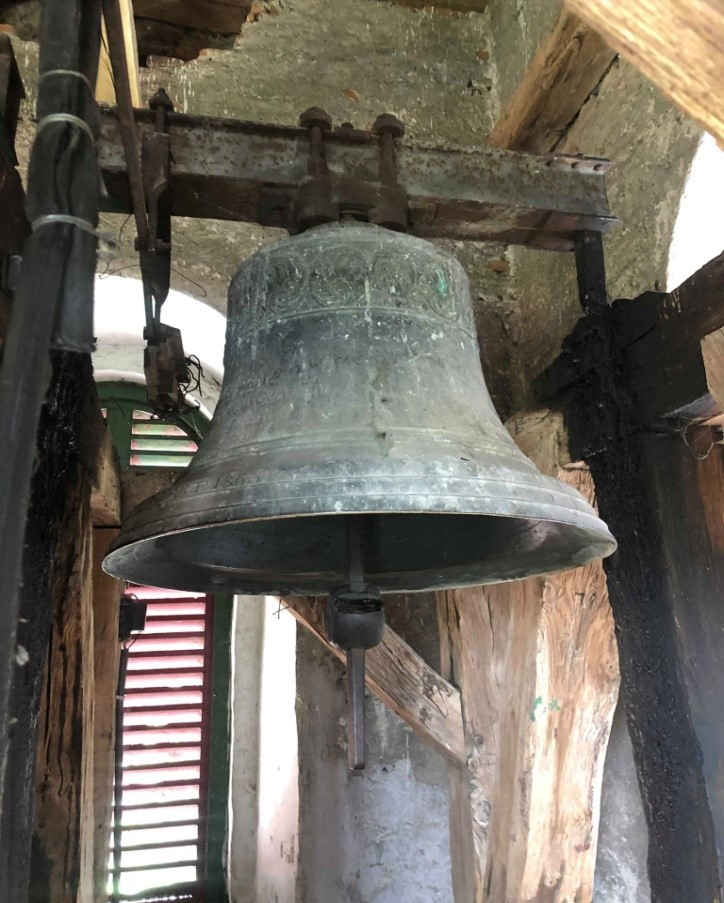